# Enhanced Data Rates for GSM Evolution
EDGE (Enhanced Data rates for GSM Evolution) – technika związana z pakietowym przesyłaniem danych w sieciach GSM. Jest ona rozszerzeniem dla technologii GPRS (oprócz nazwy EDGE używa się też terminu EGPRS – Enhanced GPRS), poprawiony został w niej interfejs radiowy, dzięki czemu uzyskano około trzykrotne polepszenie przepływności (w większości obecnych systemów teoretycznie do 296 kbit/s) oraz możliwość dynamicznej zmiany szybkości nadawania pakietów w zależności od warunków transmisji.
Specyfikacja technologii EDGE jest rozwijana przez konsorcjum standaryzacyjne 3GPP, które odpowiedzialne jest za rozwój standardów GSM (2G) i UMTS (tzw. system trzeciej generacji). EDGE nazywana jest czasami technologią 2.5G, ponieważ stając się częścią możliwości oferowanych przez GSM, jest elementem ewolucji pomiędzy tymi dwoma standardami.

## Usługi oferowane dzięki EDGE
EDGE jest technologią związaną z przesyłaniem danych i jako taka nie oferuje konkretnych usług, ale możliwości dla ich dostarczania. Dzięki znacznemu zwiększeniu szybkości transferu danych (w porównaniu z poprzednikiem – GPRS), wiele usług dostępnych wcześniej, może być dostarczane z lepszą jakością, mogą pojawić się też nowe, zarezerwowane do tej pory dla systemów UMTS.
Przykładowymi usługami są: dostęp do Internetu, firmowych sieci LAN, usług bankowych, korzystanie z transmisji strumieniowych (muzyka, filmy, programy sportowe i informacyjne, relacje z koncertów itp.), połączenia audio-video, gry on-line, Instant Messaging i wiele innych.

## Technologia EDGE na tle światowego rynku telekomunikacyjnego
Telefonia komórkowa jest najszybciej rozwijającym się segmentem rynku telekomunikacyjnego. W latach 90. XX wieku działało kilka niekompatybilnych systemów drugiej generacji, a International Telecommunication Union (ITU) opracowywała założenia dla IMT-2000, wspólnej platformy na której miały być oparte systemy 3G. Rekomendacje ITU nie zaowocowały jednym, wspólnym systemem ponieważ ewolucja w telekomunikacji bazuje na istniejących niekompatybilnych rozwiązaniach i uwarunkowaniach prawnych, różniących się w zależności od obszaru świata. Założenia IMT-2000 nie są więc obecnie zbiorem specyfikacji dla konkretnej platformy, ale rekomendacjami dla "rodziny systemów", które umożliwiają rozwój telefonii 3G i współistnienie (kooperację) pomiędzy sieciami budowanymi na bazie różnych standardów. Przedmiotem rekomendacji jest też prędkość transmisji danych: np. 144 kbit/s dla szybko poruszających się abonentów, szybkość 384 kbit/s na obszarach zurbanizowanych, do 2 Mbit/s w specjalnych komórkach (ang. cells) w centrach konferencyjnych lub biurach. W tak określone wymagania bardzo dobrze wpisuje się EDGE, które obecnie umożliwia maksymalną teoretyczną przepływność na poziomie ok. 250 kbit/s, a trwające prace nad nowymi specyfikacjami przesuną tę granicę do około 1 Mbit/s. 
Implementacja tej technologii w systemach GSM (najpopularniejszym standardzie sieci komórkowych drugiej generacji) bazuje na istniejącej sieci radiowej i szkieletowej (wykorzystywane są stacje bazowe i częstotliwości używane do transmisji głosu, oraz elementy sieci pakietowej wspomagające klasyczną transmisję GPRS), co znacznie upraszcza proces wprowadzania nowej
technologii (z technicznego i ekonomicznego punktu widzenia). Wielu operatorów, którzy na bazie istniejących sieci budują systemy 3G, oferuje usługi dzięki technologii WCDMA w miastach, oraz usługi opierające się na technologii EDGE na terenach słabiej zurbanizowanych (oferowane abonentom urządzenia potrafią pracować w obu systemach), może więc pokryć usługą mobilnego dostępu do internetu cały kraj przy jednoczesnej optymalizacji kosztów. EDGE okazał się elementem ewolucji pomiędzy systemami 2G i 3G nie tylko dla standardu GSM, ale także dla sieci IS-136 popularnych w USA i Kanadzie.
Na początku lipca 2009, według Global mobile Suppliers Association, 443 sieci w 181 krajach oferowało usługi oparte na technologii EDGE na bazie sieci GSM. Abonenci sieci umożliwiających transmisję EDGE mogą korzystać z niej także będąc w roamingu w obcej sieci. Umowy roamingowe pomiędzy operatorami dla tego rodzaju transmisji, opierają się na umowach dla transmisji GPRS.

## EDGE w Polsce
Obecnie w Polsce, czterech operatorów zastosowało technologię EDGE w swoich sieciach.
We wszystkich przypadkach, jest ona częścią usługi mobilnego dostępu do Internetu, która wykorzystuje różne metody dostępu:
- w dużych miastach operatorzy starają się rozbudowywać sieci WCDMA/HSDPA/LTE
- w pozostałych miejscach, wszędzie tam, gdzie ma to uzasadnienie ekonomiczne istniejąca sieć GSM przystosowywana jest do transmisji w technologii EDGE.
- na terenach słabo zurbanizowanych, dostęp do Internetu możliwy jest za pomocą klasycznego GPRS.

Będące w ofercie modemy na kartach PCMCIA umożliwiają transmisję we wszystkich wspomnianych technologiach i łatwe przełączanie się pomiędzy nimi, gdy któraś z nich nie jest w danym momencie dostępna.
| Operator                 | Sieć     | Nazwa usługi  | Zasięg                       |
| ------------------------ | -------- | ------------- | ---------------------------- |
| Polska Telefonia Cyfrowa | T-Mobile | blueconnect   | Zasięg EDGE w sieci T-Mobile |
| Polkomtel                | Plus     | Plus Internet | Zasięg EDGE w sieci Plus     |
| PTK Centertel            | Orange   | Orange Free   | Zasięg EDGE w sieci Orange   |
| P4                       | Play     | Play Online   | Zasięg EDGE w sieci Play     |

## Kwestie techniczne

### Budowa sieci wspomagającej transmisję w technologii EDGE
Technologia EDGE bazuje na infrastrukturze telekomunikacyjnej używanej w sieci GSM/GPRS. Do obsługi ruchu pakietowego wewnątrz sieci używana jest sieć szkieletowa (ang. Core Network) zbudowana dla potrzeb transmisji GPRS.
|  | Poniższy opis jest uproszczony i ogranicza się do nakreślenia ogólnej struktury sieci wspomagającej transmisję EDGE. W celu zapoznania się ze szczegółami implementacji/integracji z siecią GSM, oraz z poszczególnymi scenariuszami związanymi z obsługą ruchu pakietowego zobacz rozdział Architektura sieci GPRS w haśle GPRS. |

- Stacja bazowa – do transmisji EDGE używane są stacje bazowe wykorzystywane w klasycznej sieci GSM/GPRS. Należy tylko dokonać aktualizacji oprogramowania stacji bazowej (zwykle robi się to zdalnie z poziomu Kontrolera Stacji Bazowych) oraz zainstalować dodatkowy hardware (obsługiwany jest nowy rodzaj modulacji – 8-PSK).
- BSC – Base Station Controller (Kontroler Stacji Bazowych) to element sieci GSM kontrolujący zazwyczaj od kilkudziesięciu do kilkuset stacji bazowych. Podczas wdrażania technologii EDGE, dokonuje się aktualizacji software oraz konfiguracji samych kontrolerów i obsługujących ten rodzaj transmisji stacji bazowych.
- PCU – Packet Control Unit jest odpowiedzialny za prawidłową obsługę ruchu pakietowego w radiowej części sieci. Przydziela terminalom EDGE kanały radiowe, buforuje dane przesłane przez SGSN, forwarduje je do odpowiedniej stacji bazowej dodając informację, która umożliwi terminalowi zidentyfikowanie 'swoich' danych. PCU może być (w zależności od dostawcy) zaimplementowany jako dodatkowy hardware w BSC bądź jako niezależny element sieci obsługujący jedno lub więcej BSC.
- SGSN- Serving GPRS Support Node jest elementem sieci GPRS/EDGE odpowiedzialnym za zarządzanie terminalami będącymi na kontrolowanym przez siebie terenie. Teren ten podzielony jest na Routing Area. Jeśli terminal zmieni położenie i znajdzie się w innym Routing Area, fakt ten zostanie odnotowany w SGSN. Element ten jest też odpowiedzialny za uwierzytelnianie terminala włączającego się do sieci. Podczas transmisji uczestniczy w przesyłaniu pakietów (w obie strony) pomiędzy terminalem a siecią GPRS/EDGE. Liczba SGSN w sieci zależy od ruchu pakietowego generowanego przez abonentów.
- GGSN – GPRS Gateway Support Node jest elementem sieci działającym jak router łączący sieć GPRS/EDGE i zewnętrzną sieć (np. Internet lub sieć LAN użytkownika). Gdy użytkownik terminala chce skorzystać z zasobów zewnętrznej sieci, GGSN przydziela mu adres IP (z własnej puli numerów lub dostarczony przez serwer z zewnętrznej sieci), dodatkowo na czas sesji aktywuje tzw. PDP context[2], który zawiera numer IMSI terminala, przydzielony mu adres IP oraz adres IP SGSN, które kontroluje obszar, na którym znajduje się użytkownik. PDP context będzie przydatny podczas routowania pakietów przychodzących z zewnętrznej sieci.

### Interfejs radiowy

#### Idea kanałów radiowych w sieci GSM/EDGE

Idea szczelin czasowych w GSM

Do transmisji w technologii EDGE wykorzystuje się stacje bazowe używane w GSM do przesyłania głosu. Każda ze stacji nadaje i odbiera na kilku (kilkunastu) częstotliwościach (zawsze mamy do czynienia z parami częstotliwości: w każdej parze na jednej częstotliwości nadają telefony komórkowe, a na drugiej stacja bazowa).
Na każdej z częstotliwości cyfrowa transmisja odbywa się w 8 cyklicznie powtarzających się szczelinach czasowych. W GSM każdej rozmowie przyporządkowana jest jedna szczelina czasowa. W pierwszej szczelinie czasowej przez około 0,577 ms przesyłane są bity związane z pierwszą rozmową, w drugiej szczelinie z drugą rozmową, ..., w ósmej szczelinie z ósmą rozmową. Potem znowu następuje transmisja związana z pierwszą rozmową, itd.
Teoretycznie, w przypadku przesyłania danych za pomocą technologii EDGE, dla jednego terminala, Package Control Unit (zobacz rozdział Budowa sieci wspomagającej transmisję w technologii EDGE) może przeznaczyć do ośmiu szczelin czasowych (wszystkie muszą znajdować się na tej samej częstotliwości) do transmisji w obu kierunkach, obecnie większość systemów GSM/EDGE umożliwiają jednak zaalokowanie tylko do 4 kanałów dla wysyłania i odbierania danych przez stację bazową w obrębie jednej transmisji (najnowsze rozwiązania oferują 5 szczelin czasowych dla transmisji w stronę terminala). Każdy z kanałów może być współdzielony przez wielu użytkowników, ponieważ rzadko zdarza się tak, że wszyscy nagle odbierają/wysyłają pakiety danych w tej samej chwili. 
Jeśli jednak dojdzie do takiej sytuacji, że użytkownicy korzystający z tych samych zasobów sieciowych będą używać ich w tym samym momencie, szybkość transmisji spadnie.

#### Transmisja radiowa za pomocą technologii EDGE

Schemat transmisji radiowej w technologii EDGE

Transmisja w technologii EDGE pomiędzy stacją bazową a terminalem, może być przedstawiona na podstawie trzech warstw:
- Radio Link Control (RLC) – warstwa, w której sprawdzana jest poprawność transmisji oraz inicjowana retransmisja w przypadku błędów w analizowanych blokach danych.
- Media Access Control (MAC) – z tą warstwą związane są procedury synchronizujące korzystanie wielu terminali z tych samych kanałów radiowych, oraz umożliwiające terminalowi nadawanie i odbieranie w kilku kanałach.
- warstwy fizycznej
  - dane kodowane są przed wysłaniem, metoda kodowania zależy od wyboru jednego z dziewięciu schematów modulacji i kodowania (MCS-1 – MCS-9).
  - dane przesyłane są dzięki modulacji fali nośnej

W klasycznej sieci GSM do transmisji głosu i danych (technologie CSD i HSCSD) stosuje się modulację GMSK (Gaussian Minimum Shift Keying). Tą samą modulację stosuje się dla technologii GPRS.
W przypadku EDGE, modulacja GMSK również jest stosowana (wtedy w jednym kanale radiowym mogą być przesyłane pakiety dla abonentów korzystających zarówno z GPRS jak i EDGE), dodana została także nowa modulacja 8-PSK (8 Phase Shift Keying), oferująca większą przepływność kosztem większej wrażliwości na warunki transmisji.
System wybierając dla konkretnej transmisji sposób modulacji i kodowania, może użyć jednego z 9 schematów, tzw. Modulation and Coding Scheme: MCS-1 – MCS-9.
Każdy z nich charakteryzuje się inną szybkością transmisji danych, kosztem odpornością na zakłócenia. Np. MCS-1 charakteryzuje się tzw. code rate = 0.53 (co oznacza, że 47% przesyłanych danych jest redundantnych, co może mieć znaczenie podczas naprawy błędnie odebranej ramki i w konsekwencji może zapobiec konieczności retransmisji). W dodatku użyta modulacja GMSK jest prostsza i bardziej odporna na zakłócenia. Wadą tego rozwiązania jest niska przepływność – 8.8 kbit/s w jednym kanale radiowym. Dla MCS-9, code rate = 1, co oznacza, że redundantne dane w ogóle nie są przesyłane, a w dodatku wybrana jest modulacja 8-PSK. Osiągana przepływność wynosi w tym przypadku 59.2 kbit/s dla jednego kanału radiowego.
Wszystkie schematy modulacji i kodowania podzielone są na trzy rodziny: A, B i C. Kiedy warunki dla połączenia zainicjowanego za pomocą jakiegoś schematu zmieniają się, może zostać wybrany inny schemat w obrębie tej samej rodziny, w konsekwencji przepływność danych w kanale radiowym dostosowywana jest dynamicznie do jakości transmisji.
| Schemat | Code rate | Modulacja | Transfer    | Rodzina |
| ------- | --------- | --------- | ----------- | ------- |
| MCS-1   | 0.53      | GMSK      | 8.8 kbit/s  | C       |
| MCS-2   | 0.66      | GMSK      | 11.2 kbit/s | B       |
| MCS-3   | 0.85      | GMSK      | 14.8 kbit/s | A       |
| MCS-4   | 1         | GMSK      | 17.6 kbit/s | C       |
| MCS-5   | 0.37      | 8-PSK     | 22.4 kbit/s | B       |
| MCS-6   | 0.49      | 8-PSK     | 29.6 kbit/s | A       |
| MCS-7   | 0.76      | 8-PSK     | 47.8 kbit/s | B       |
| MCS-8   | 0.92      | 8-PSK     | 54.4 kbit/s | A       |
| MCS-9   | 1         | 8-PSK     | 59.2 kbit/s | A       |

Uwaga: Wartości podane (w kbit/s) w kolumnie "Transfer" dotyczą danych użytkownika (IP) przesyłanych w jednej szczelinie czasowej.

### Szybkość transferu danych w technologii EDGE
Obecnie większość sieci radiowych GSM umożliwia wykorzystanie maksymalnie 4 szczelin czasowych do transmisji w stronę terminala lub stacji bazowej.
W idealnych warunkach:
- terminalowi zostają przydzielone do transmisji 4 szczeliny czasowe
- brak innych terminali wysyłających/odbierających pakiety na tych kanałach
- bardzo dobra jakość transferu umożliwiająca wykorzystanie schematu MCS-9

przepływność danych może osiągnąć 4*59.2 kbit/s = 236.8 kbit/s. Najnowsze rozwiązania oferują 5 szczelin czasowych dla transmisji w stronę terminala, z czego wynika maksymalna teoretyczna przepływność 296 kbit/s (5*59.2).
W rzeczywistych warunkach, szczeliny czasowe mogą być współdzielone z innymi użytkownikami, dodatkowo jakość transmisji (a w konsekwencji wybór metody kodowania i związana z nią szybkość transmisji) ograniczana jest przez warunki propagacji sygnału (warunki atmosferyczne, ukształtowanie terenu, zakłócenia związane z wysoką zabudową, odległość od stacji bazowej, a nawet szybkość poruszania się abonenta – np. korzystanie z EDGE w szybko poruszającym się pociągu).

## Przyszłość technologii EDGE
3GPP w swoich najnowszych specyfikacjach (Release 7) uwzględnia nowe sposoby wykorzystania interfejsu radiowego (EDGE Evolution).
- Do transmisji w każdą ze stron (do stacji bazowej i do terminala) mogą być użyte dwie częstotliwości, na każdej z nich maksymalnie 5 szczelin czasowych (razem 10 szczelin w każdą ze stron).
- Wprowadzone zostały nowe rodzaje modulacji – 16QAM i 32QAM, oraz bazujące na nich nowe schematy modulacji i kodowania MCS10 – MCS12. Maksymalny transfer w jednej szczelinie czasowej wzrósł do 81 kbit/s.
- W urządzeniach końcowych zostały wprowadzone podwojone układy odbiorcze (ang. dual-antena terminals), na wzór rozwiązań stosowanych w stacjach bazowych. Sygnał kombinowany, odebrany przez dwie anteny charakteryzuje się lepszą jakością w związku z wytłumieniem niektórych niekorzystnych czynników, takich jak interferencje z innymi transmisjami.

Te rozwiązania teoretycznie zwiększają szybkość transferu danych do ok. 1 Mbit/s.

## Terminale
Obecnie, na rynku dostępnych jest coraz więcej urządzeń (telefony komórkowe i
modemy na kartach PCMCIA), które umożliwiają abonentom korzystanie z transmisji w technologii EDGE.
Specyfikacja 3GPP
definiuje trzy klasy terminali GPRS/EDGE.
- Klasa A – terminal może jednocześnie obsługiwać transmisje związane z komutacją łączy (transmisja głosu, SMS – usługi oferowane w klasycznej sieci GSM), jak i z komutacją pakietów (czyli transmisją EDGE) – tzw. Dual Transfer Mode (DTM). W roku 2006 na rynku pojawiły się pierwsze takie telefony, np. Nokia N93.
- Klasa B – terminal może włączyć się do sieci jako użytkownik obu rodzajów transmisji (klasycznej GSM i GPRS/EDGE) oraz nasłuchiwać na odpowiednim kanale radiowym zgłoszenia związanego z rozpoczęciem rozmowy, oczekującym SMS (klasyczne usługi GSM) lub rozpoczęciem nadawania pakietów (usługa GPRS). W momencie, gdy zostanie zestawiony jeden z rodzajów transmisji, możliwości związane z obsługą drugiego rodzaju stają się nieaktywne (aż do przerwania transmisji). Do klasy B należy większość oferowanych obecnie telefonów komórkowych.
- Klasa C – terminal może obsługiwać tylko transmisję GPRS/EDGE lub oba rodzaje (klasyczne usługi GSM i GPRS), ale w tym drugim przypadku podczas włączania do sieci automatycznie lub manualnie jest ustawiany w tryb związany z obsługą tylko jednego rodzaju transmisji. Czyli np. włącza się tylko do sieci GPRS i umożliwia tylko ten rodzaj transmisji. Do tej klasy terminali należą na przykład modemy GPRS na kartach PCMCIA używanych w laptopach.

Innym parametrem charakteryzującym możliwości urządzenia nadającego i odbierającego pakiety w technologii EDGE jest
tzw. EDGE multislot class, czyli maksymalna liczba kanałów radiowych, które urządzenia może zaalokować dla potrzeb jednej transmisji.
| Multislot Class | Downlink | Uplink | Maksimum(Uplink+Downlink) |
| --------------- | -------- | ------ | ------------------------- |
| :               | :        | :      | :                         |
| 8               | 4        | 1      | 5                         |
| 9               | 3        | 2      | 5                         |
| 10              | 4        | 2      | 5                         |
| 11              | 4        | 3      | 5                         |
| 12              | 4        | 4      | 5                         |
| :               | :        | :      | :                         |
| 30              | 5        | 1      | 6                         |
| 31              | 5        | 2      | 6                         |
| 32              | 5        | 3      | 6                         |
| 33              | 5        | 4      | 6                         |
| 34              | 5        | 5      | 6                         |
| :               | :        | :      | :                         |

Większość urządzeń obsługujących transmisję EDGE, pracuje w trybach 10-12.
Zdarzają się także urządzenia umożliwiające transmisję w trybie 32 (np. Nokia N93), ale obecnie niewiele sieci może zaoferować taki rodzaj transmisji (większość umożliwia wykorzystanie maksymalnie 4 kanałów radiowych dla przesyłania danych w stronę stacji bazowej lub terminala).